# Mont de Tàreu
El Mont de Tàreu és una muntanya de 1.331 metres que es troba al municipi d'Àger, a la comarca catalana de la Noguera.